# Apt.
«Apt.» es una canción de la cantante neozelandesa-surcoreana Rosé y del cantautor estadounidense Bruno Mars. Fue lanzada a través de The Black Label y Atlantic Records el 18 de octubre de 2024, como el sencillo principal de su álbum de estudio debut, Rosie (2024). 
Marca el primer sencillo de Rosé en tres años y su primer lanzamiento desde que se separó de YG Entertainment e Interscope Records como artista solista en 2023.

## Antecedentes y promoción
El 16 de agosto de 2024, Rosé fue vista asistiendo a un concierto de Bruno Mars en Los Ángeles y, más tarde ese mes, compartió una foto luciendo una camiseta con el nombre de Mars. Dos meses después, el 16 de octubre, Rosé publicó una foto polaroid donde aparecía sentada junto a Mars y, según el pie de foto, le enseñó un juego de beber coreano. Mars también compartió una historia en la que supuestamente la cantante intentó besarlo esa noche, lo que provocó especulaciones sobre un posible lanzamiento futuro.
El 17 de octubre, Rosé anunció el lanzamiento del sencillo en sus redes sociales, un día antes de su estreno. Junto con el anuncio, se reveló una obra de arte que muestra una fotografía en blanco y negro, con un tono rosado, de Mars detrás de una batería y Rosé acostada frente al set, vestida con una chaqueta y falda de cuero negro. La noticia del lanzamiento llegó pocas semanas después de la confirmación del próximo álbum de estudio debut de Rosé, titulado Rosie, programado para ser lanzado el 6 de diciembre de 2024.

## Composición y letra
«Apt.» fue escrita por Rosé (acreditada como Chae Young Park), Bruno Mars, Amy Allen, Christopher Brody Brown, Rogét Chahayed, Omer Fedi, Philip Lawrence, Theron Thomas, Henry Walter, Michael Chapman y Nicholas Chinn. Fue producida por Mars, Cirkut, Fedi y Chahayed. La pista también interpola el éxito de 1982 «Mickey» de la cantante estadounidense Toni Basil, escrita por Chapman y Chinn. La canción ha sido descrita como una mezcla de pop punk y pop, caracterizada por «riffs de pop rock vintage», además de sonidos de indie rock y electro pop.
Inspirada en un popular juego de beber surcoreano llamado Apartment, del cual también se deriva el título de la canción, la pista emplea el canto rítmico del juego, apateu (en coreano: 아파트), para crear un estribillo «juguetón» y «adictivo». En una entrevista con Vogue, la cantante reveló que inicialmente estaba «un poco asustada» por cómo la gente reaccionaría a una canción sobre un juego de beber. Además, Rosé «pidió a su equipo que borraran la canción de sus teléfonos», solo para descubrir «que ya estaban obsesionados con ella». Posteriormente, la cantante «propuso una colaboración a Bruno Mars» y le envió tres canciones, incluyendo «Apt.». Cuando Bruno escuchó la pista por primera vez, preguntó qué significaba el título, y Rosé «le explicó que era un juego de beber coreano». La cantante también expresó que «nunca pensó que [la colaboración] ocurriría» y estaba «muy emocionada» de trabajar con Bruno.

## Recepción de la crítica
Rhian Daly de NME calificó «Apt.» con cinco de cinco estrellas, calificando la pista como «un éxito luminoso que chisporrotea con energía juguetona, desde su ritmo pop rock contundente hasta su adictivo estribillo coreado». De manera similar, Irene Kim de Vogue elogió la armonía vocal entre Rosé y Mars, y describió la canción como «una delicia pop punk» que «hará que los fanáticos coreen». Paper incluyó «Apt.» en su resumen semanal de nuevas canciones para escuchar, llamándola una «traviesa y vibrante pista pop rock [...] que llega con un video irresistiblemente divertido, al estilo Ting Tings». Billboard también incluyó la canción en su lista semanal de imprescindibles, describiéndola positivamente como «una elegante confección pop llena de estribillos para aplaudir al ritmo».

## Video musical
Codirigido por Bruno Mars y Daniel Ramos, el video musical fue lanzado junto con el sencillo el 18 de octubre de 2024. El video presenta a Rosé y Mars ofreciendo una actuación al estilo de una banda de garaje, con ambos cantantes alternando entre la batería y las voces, vistiendo chaquetas de cuero negro a juego en un set rosado. A lo largo del video, se puede ver al dúo bailando y jugando el juego que da título a la canción, además de mostrar a Mars agitando el taegeukgi y poniéndose «nervioso» por un beso inesperado de Rosé.

## Reconocimientos
Hasta la fecha, «Apt.» ha ganado ocho victorias en programas musicales de Corea del Sur, marcando la primera victoria de Bruno Mars en un programa surcoreano.
| Programa         | Fecha                   | Ref.   |
| ---------------- | ----------------------- | ------ |
| M Countdown      | 24 de octubre de 2024   | [ 18 ] |
| M Countdown      | 31 de octubre de 2024   | [ 19 ] |
| Inkigayo         | 27 de octubre de 2024   | [ 20 ] |
| Inkigayo         | 3 de noviembre de 2024  | [ 21 ] |
| Inkigayo         | 10 de noviembre de 2024 | [ 22 ] |
| Show! Music Core | 2 de noviembre de 2024  | [ 23 ] |
| Show! Music Core | 9 de noviembre de 2024  | [ 24 ] |
| Show! Music Core | 16 de noviembre de 2024 | [ 25 ] |

## Posicionamiento en listas
| Lista (2024-2025)                       | Mejor posición |
| --------------------------------------- | -------------- |
| Alemania (Offizielle Deutsche Charts)   | 1              |
| Argentina (Monitor Latino)              | 1              |
| Australia (ARIA)                        | 1              |
| Austria (Ö3 Austria Top 40)             | 1              |
| Brasil (Brasil Hot 100)                 | 7              |
| Bélgica (Flandes) (Ultratop 50)         | 1              |
| Bélgica (Valonia) (Ultratop 50)         | 1              |
| Canadá (Canadian Hot 100)               | 1              |
| Colombia (Monitor Latino)               | 1              |
| Chile (Monitor Latino)                  | 1              |
| Corea del Sur (Circle)                  | 1              |
| España (PROMUSICAE)                     | 12             |
| España (LOS40)                          | 1              |
| Estados Unidos (Billboard Hot 100)      | 3              |
| Estados Unidos (Adult Top 40)           | 19             |
| Estados Unidos (Dance/Mix Show Airplay) | 22             |
| Estados Unidos (Mainstream Top 40)      | 7              |
| Finlandia (OFC)                         | 15             |
| Francia (SNEP)                          | 2              |
| Hungría (Single Top 40)                 | 5              |
| Irlanda (IRMA)                          | 3              |
| Japón (Japan Hot 100)                   | 1              |
| Japón (Oricon)                          | 1              |
| México (Monitor Latino)                 | 1              |
| Noruega (VG-lista)                      | 1              |
| Nueva Zelanda (Recorded Music NZ)       | 1              |
| Países Bajos (Dutch Top 40)             | 1              |
| Reino Unido (UK Singles Chart)          | 2              |
| Sudáfrica (South Africa Songs)          | 15             |
| Suecia (Sverigetopplistan)              | 1              |
| Suiza (Schweizer Hitparade)             | 1              |
| Uruguay (Monitor Latino)                | 1              |

## Historial de lanzamiento
| Región | Fecha                 | Formato                           | Discográfica               | Ref.   |
| ------ | --------------------- | --------------------------------- | -------------------------- | ------ |
| Varios | 18 de octubre de 2024 | CD · descarga digital · streaming | The Black Label · Atlantic |        |
| Varios | Marzo de 2025         | Sencillo de 7"                    | The Black Label · Atlantic | [ 58 ] |